# 가시와자키역
가시와자키역(일본어: 柏崎駅)은 일본 니가타현 가시와자키시에 있는, 동일본 여객철도의 철도역이다. 신에쓰 본선 · 에치고선이 지나간다.

## 역 구조
지상역으로, 합계 2면 4선의 승강장이다.

### 승강장
| 0 | ■ 에치고선    |        | 이즈모자키 · 요시다 · 니가타 방면          |
| 1 | ■ 신에쓰 본선 |        | (대피선)                                   |
| 2 | ■ 신에쓰 본선 | (하행) | 나가오카 · 니쓰 · 니가타 방면              |
| 3 | ■ 신에쓰 본선 | (상행) | 나오에쓰 · 도야마 · 가나자와 · 나가노 방면 |

## 이용 현황
| 승차 인원 추이 | 승차 인원 추이     |
| 연도           | 1일 평균 승차 인원 |
| -------------- | ------------------ |
| 2000           | 2,328              |
| 2001           | 2,232              |
| 2002           | 2,138              |
| 2003           | 2,137              |
| 2004           | 2,105              |
| 2005           | 2,118              |
| 2006           | 2,110              |
| 2007           | 2,027              |
| 2008           | 2,102              |
| 2009           | 2,017              |
| 2010           | 1,996              |
| 2011           | 1,937              |

## 역세권 정보
- 가시와자키 우체국
- 호텔 선샤인
- 호텔 뉴그린 가시와자키
- 가시와자키 시 산업문화회관
- 국도 제352호선
- 가시와자키 주오 해수욕장
- 미스터 도넛

## 인접역
| 동일본 여객철도 신에쓰 본선 | 동일본 여객철도 신에쓰 본선                    | 동일본 여객철도 신에쓰 본선  |
| --------------------------- | ---------------------------------------------- | ---------------------------- |
| 가키자키 나오에쓰 방면      | □ 쾌속 '구비키노'                              | 미야우치 니가타 방면         |
| 가키자키 나오에쓰 방면      | □ 쾌속 '라쿠라쿠트레인 신에쓰 · 오하요 신에쓰' | 라이코지 니가타 방면         |
| 구지라나미 나오에쓰 방면    | ■ 보통                                         | 이바라메 니가타 방면         |
| 동일본 여객철도 에치고선    |                                                |                              |
| 시·종착역                   | ■ 보통                                         | 히가시카시와자키 니가타 방면 |